# 認知症ケア専門士
認知症ケア専門士（にんちしょうけあせんもんし）とは、日本認知症ケア学会が認定する更新制の資格（民間資格）である。

## 試験
試験は1次試験が筆記、2次試験が面接と論述である。

### 必要とされる主な知識
認知症ケア専門士制度規則施行細則、教育カリキュラム

## 制度のながれ
第1次認定試験（筆記試験）→第2次認定試験（論述・面接試験）→認知症ケア専門士の登録申請→認知症ケア専門士の資格取得→
認知症ケア専門士の資格更新単位（5年間で30単位の取得）→専門士の資格更新

## 更新
本制度はポイント制、5年更新とする。（5年間に30単位以上取得）